# 死亡回歸
《死亡回歸》是一款由Housemarque開發並由索尼互動娛樂發行的第三人稱射擊Roguelike遊戲，於2021年4月30日在PlayStation 5平台公開發售，并且於2023年2月14日登陸Microsoft Windows。故事講述一位名叫「塞勒涅」（Selene）的太空偵察兵降落在「阿特羅波斯星」（Atropos）上，以尋找神秘白色訊號的發信來源，卻發現自己身陷在時間迴圈內。

## 遊戲玩法

《死亡回歸》先行版本的預覽遊戲片段，可見主角「塞勒涅」正用槍射擊一巨形生命體

《死亡回歸》是一款涵蓋心理恐怖元素的第三人稱射擊Roguelike遊戲，並以未來派科幻為設定。玩家操縱登陸在外星「阿特羅波斯」（Atropos）的太空飛行員「塞勒涅」（Selene，由珍·佩里飾演），她雖然裝備有精良的太空衣和高武技武器，但仍身陷在時間迴圈中。在每次死亡後，塞勒涅需要面對瞬息萬變的世界，與外星生物交戰以及遍歷各地。

## 開發
《死亡回歸》由Housemarque開發並由索尼互動娛樂發行在PlayStation 5平台上，支援DualSense控制器以及增強觸覺反饋、3D音效、光線追蹤和玩家沉浸式體驗的「暴風」（Tempest）引擎。PS5自帶的客製化固態硬碟比起前代的PS4有著更強的處理能力，也因如此《死亡回歸》場景中的各種敵人、視覺效果和物件的加載時間都很短。除此之外，遊戲以4K解析度和每秒60幀的速度運行。
《死亡回歸》的原創配樂主要由鮑比·基里克譜製。

## 發行
《死亡回歸》首次公開是在2020年6月11日的索尼PlayStation 5線上發佈會，並之後被確認為只在該主機上獨佔發售。遊戲最初預定在2021年3月19日發行，但PlayStation在2021年1月28日公佈該作的發售日期將延宕至同年4月30日。2021年3月24日，Housemarque稱《死亡回歸》的母片已經製作完成。

## 反應
| 汇总媒体   | 得分   |
| ---------- | ------ |
| Metacritic | 86/100 |

| 媒体          | 得分   |
| ------------- | ------ |
| Destructoid   | 7.5/10 |
| Game Informer | 9.5/10 |
| GamesRadar+   | [ 20 ] |
| GameSpot      | 9/10   |
| IGN           | 8/10   |
| Jeuxvideo.com | 16/20  |
| Push Square   | 9/10   |
| VentureBeat   | [ 25 ] |
| VG247         | [ 26 ] |

《死亡回歸》在發行後獲得廣泛讚譽，在Metacritic上，該作根據111條評論獲得86/100分，屬「大致正面評價」級別。但《死亡回歸》亦因缺少儲存功能而備受玩家批評，開發商Housemarque為此發出聲明，指他們正努力解決這問題，但外界並未知道儲存的機制為何。
IGN的米切爾·薩爾茨曼（Mitchell Saltzman）給予《死亡回歸》8/10分，雖然Roguelike的故事進程過長，需要中途進行保存，但遊戲的第三人稱射擊動作、高明巧妙的故事和氛圍卻是精彩萬分。GameSpot的麥克·愛普斯坦（Mike Epstein）為《死亡回歸》打出9/10分，他指該作有著激起玩家繼續前進的神秘故事、吸引眼球又使人愛不釋手的恐怖過場動畫和怪異氣氛，以及對DualSense和Tempest 3D等PS5技術的創新使用，但也存在故事是否循正確方向發展取決於遊戲隨機給出的內容等問題。而Game Informer的丹尼爾·塔克（Daniel Tack）則同樣給出9/10分，他表示《死亡回歸》的險惡外星舞台處處挑戰著玩家的感官和好奇心，也指它巧妙地通過設計精良的戰鬥和陰森神秘的探索，與Roguelike機制相結合，從而造出一款佳作，鮑比·基里克的配樂亦為遊戲增添陰鬱恐怖的基調。

### 銷售
《死亡回歸》在日本發售的首週內售出了6,573份實體版，是該國日本遊戲銷售榜的量第15名。英國方面，《死亡回歸》首次亮相時排名第一，在2021年5月1日公佈的單週銷售榜中則排名第2。截至2021年7月18日，該作已售出超過560,000份。

### 獲得獎項與提名
| 年份   | 獎項     | 類別                | 結果 | 來源          |
| ------ | -------- | ------------------- | ---- | ------------- |
| 2021年 | 金搖桿獎 | 最佳音效            | 提名 | [ 31 ] [ 32 ] |
| 2021年 | 金搖桿獎 | 年度PlayStation遊戲 | 提名 | [ 31 ] [ 32 ] |
| 2021年 | 遊戲大獎 | 最佳音效設計        | 提名 | [ 33 ]        |
| 2021年 | 遊戲大獎 | 最佳動作遊戲        | 獲獎 | [ 33 ]        |
| 2021年 | 遊戲大獎 | 最佳遊戲指導        | 提名 | [ 33 ]        |

## 外部連結
- 官方网站